# Angela Bassett
Angela Evelyn Bassett (New York, 1958. augusztus 16. –) kétszeres Golden Globe- és Primetime Emmy-díjas amerikai színésznő és filmrendező.

## Filmográfia

### Film
| Év   | Magyar cím                                                          | Eredeti cím                               | Szerep                     | Magyar hang        |
| ---- | ------------------------------------------------------------------- | ----------------------------------------- | -------------------------- | ------------------ |
| 1986 | Trükkös halál                                                       | F/X                                       | TV-riporter                |                    |
| 1990 | Ovizsaru                                                            | Kindergarten Cop                          | légiutaskísérő             |                    |
| 1991 | Rémecskék 4.                                                        | Critters 4                                | Fran                       |                    |
| 1991 | Fekete vidék                                                        | Boyz n the Hood                           | Reva Devereaux             | Kocsis Mariann     |
| 1991 | A remény városa                                                     | City of Hope                              | Reesha                     |                    |
| 1992 | Harapós nő                                                          | Innocent Blood                            | Sinclair, ügyész           | Kocsis Mariann     |
| 1992 | Malcolm X                                                           | Malcolm X                                 | Betty Shabazz              | Fehér Anna         |
| 1992 | Szerelem-hal                                                        | Passion Fish                              | Dawn / Rhonda              | Kocsis Mariann     |
| 1993 | Tina                                                                | What's Love Got to Do with It             | Tina Turner                | Farkasinszky Edit  |
| 1995 | A fekete párduc                                                     | Panther                                   | Betty Shabazz              |                    |
| 1995 | Strange Days – A halál napja                                        | Strange Days                              | Lornette 'Mace' Mason      | Kocsis Mariann     |
| 1995 | Vámpír Brooklynban                                                  | Vampire in Brooklyn                       | Rita Veder nyomozónő       | Prókai Annamária   |
| 1995 | Vámpír Brooklynban                                                  | Vampire in Brooklyn                       | Rita Veder nyomozónő       | Németh Borbála     |
| 1995 | Az igazira várva                                                    | Waiting to Exhale                         | Bernadine 'Bernie' Harris  |                    |
| 1997 | Kapcsolat                                                           | Contact                                   | Rachel Constantine         | Kocsis Mariann     |
| 1998 | Kortalan szerelem                                                   | How Stella Got Her Groove Back            | Stella Payne               |                    |
| 1999 |                                                                     | Our Friend, Martin                        | Delia Woodman (hangja)     |                    |
| 1999 | A szív dallamai                                                     | Music of the Heart                        | Janet Williams igazgatónő  | Radó Denise        |
| 2000 | Szupernóva                                                          | Supernova                                 | Dr. Kaela Evers            |                    |
| 2000 | Elefántmese                                                         | Whispers: An Elephant's Tale              | Groove (hangja)            |                    |
| 2000 |                                                                     | Boesman and Lena                          | Lena                       |                    |
| 2001 | A szajré                                                            | The Score                                 | Diane                      | Fehér Anna         |
| 2002 | Napfényes Florida                                                   | Sunshine State                            | Desiree Stokes Perry       |                    |
| 2003 | Szabadjára engedett emlékek – Idézetek a rabszolgák elbeszéléseiből | Unchained Memories                        | Dorothy                    |                    |
| 2003 | Az utolsó akkord                                                    | Masked and Anonymous                      | Mistress Jane Humphrey     |                    |
| 2004 |                                                                     | The Lazarus Child                         | Dr. Elizabeth Chase        |                    |
| 2004 | Mr. 3000                                                            | Mr. 3000                                  | Maureen 'Mo' Simmons       | Vándor Éva         |
| 2005 | Mr. és Mrs. Smith                                                   | Mr. & Mrs. Smith                          | Ms. April (hangja)         |                    |
| 2006 | Betűvető                                                            | Akeelah and the Bee                       | Tanya Anderson             | Pálfi Kata         |
| 2007 | A Robinson család titka                                             | Meet the Robinsons                        | Mildred (hangja)           | Kisfalvi Krisztina |
| 2008 |                                                                     | Gospel Hill                               | Sarah Malcolm              |                    |
| 2008 |                                                                     | Of Boys and Men                           | Rieta Cole                 |                    |
| 2008 |                                                                     | Meet the Browns                           | Brenda Brown               |                    |
| 2008 | Láncra vert igazság                                                 | Nothing But the Truth                     | Bonnie Benjamin            | Kocsis Mariann     |
| 2009 | Notorious B.I.G. – A N.A.G.Y. rapper                                | Notorious                                 | Voletta Wallace            |                    |
| 2011 | Seprűs esküvő                                                       | Jumping the Broom                         | Claudine Watson            | Kovács Nóra        |
| 2011 | Zöld Lámpás                                                         | Green Lantern                             | Amanda Waller              | Kocsis Mariann     |
| 2012 | Kémes hármas                                                        | This Means War                            | Sarah Collins              | Kocsis Mariann     |
| 2012 |                                                                     | I Ain't Scared of You                     | önmaga                     |                    |
| 2013 | Támadás a Fehér Ház ellen                                           | Olympus Has Fallen                        | Lynn Jacobs                | Kocsis Mariann     |
| 2013 | Közel a karácsony                                                   | Black Nativity                            | Aretha Cobbs               | Nyakó Júlia        |
| 2014 |                                                                     | White Bird in a Blizzard                  | Dr. Willheima Thaler       |                    |
| 2015 | Bajkeverő majom 3.                                                  | Curious George 3: Back to the Jungle      | Dr. Kulinda (hangja)       | Németh Borbála     |
| 2015 | A túlélő                                                            | Survivor                                  | Maureen Crane nagykövet    | Román Judit        |
| 2015 |                                                                     | Chi-Raq                                   | Miss Helen                 |                    |
| 2016 | Támadás a Fehér Ház ellen 2. – London ostroma                       | London Has Fallen                         | Lynn Jacobs                | Kocsis Mariann     |
| 2018 | Fekete Párduc                                                       | Black Panther                             | Ramonda                    | Radó Denise        |
| 2018 | Mission: Impossible – Utóhatás                                      | Mission: Impossible – Fallout             | Erica Sloan                | Kocsis Mariann     |
| 2018 | ŰrDongó                                                             | Bumblebee                                 | Shatter (hangja)           | Bertalan Ágnes     |
| 2019 | Bosszúállók: Végjáték                                               | Avengers: Endgame                         | Ramonda                    | Nem beszél         |
| 2019 | Anyainvázió                                                         | Otherhood                                 | Carol Walker               |                    |
| 2020 | Lelki ismeretek                                                     | Soul                                      | Dorothea Williams (hangja) | Náray Erika        |
| 2021 | Tina                                                                | Tina                                      | önmaga                     |                    |
| 2021 | Lőpor turmix                                                        | Gunpowder Milkshake                       | Anna May                   | Pikali Gerda       |
| 2022 | Wendell és Wild                                                     | Wendell & Wild                            | Helley nővér (hangja)      |                    |
| 2022 | Fekete Párduc 2.                                                    | Black Panther: Wakanda Forever            | Ramonda                    | Radó Denise        |
| 2024 | Orion és a Sötétség                                                 | Orion and the Dark                        | Édes állom (hangja)        | Kocsis Mariann     |
| 2024 | A hercegnő és a sárkány                                             | Damsel                                    | Lady Bayford               | Radó Denise        |
| 2025 |                                                                     | Wildwood                                  | Iphigenia (hangja)         |                    |
| 2025 | Mission: Impossible – A végső leszámolás                            | Mission: Impossible – The Final Reckoning | Erica Sloan                | Kocsis Mariann     |

### Televízió
| Év         | Magyar cím                                      | Eredeti cím                                     | Szerep                               | Megjegyzések                                  |
| ---------- | ----------------------------------------------- | ----------------------------------------------- | ------------------------------------ | --------------------------------------------- |
| 1985       |                                                 | Search for Tomorrow                             | Salina McCulla                       | mellékszereplő                                |
| 1985       |                                                 | Spenser: For Hire                               | Alice                                | 1 epizód                                      |
| 1985       |                                                 | Doubletake                                      | Porsha                               | tévéfilm                                      |
| 1985, 1988 |                                                 | The Cosby Show                                  | Mrs. Mitchell / Sara                 | 2 epizód                                      |
| 1986       |                                                 | Liberty                                         | Linda Thornton                       | tévéfilm                                      |
| 1987       | Vezérlő fény                                    | Guiding Light                                   | Angela                               | 1 epizód                                      |
| 1987       |                                                 | Leg Work                                        | Dr. Griffin                          | 1 epizód                                      |
| 1989       |                                                 | HeartBeat                                       | Jeanette Calder                      | 1 epizód                                      |
| 1989       |                                                 | A Man Called Hawk                               | Bailey Webster                       | 3 epizód                                      |
| 1989       |                                                 | Tour of Duty                                    | Camilla Patterson                    | 2 epizód                                      |
| 1989       |                                                 | 227                                             | Amy Burnett                          | 1 epizód                                      |
| 1989       |                                                 | Thirtysomething                                 | Kate Harriton                        | 1 epizód                                      |
| 1990       |                                                 | Alien Nation                                    | Renee Longstreet                     | 1 epizód                                      |
| 1990       |                                                 | Family of Spies                                 | Bev Andress                          | 2 epizód                                      |
| 1990       |                                                 | Snoops                                          | Laura Hale                           | 1 epizód                                      |
| 1990       |                                                 | Challenger                                      | Cheryl McNair                        | tévéfilm                                      |
| 1990       |                                                 | Equal Justice                                   | Janet Fields                         | 1 epizód                                      |
| 1990       |                                                 | In the Best Interest of the Child               | Lori                                 | tévéfilm                                      |
| 1990       | Perry Mason: Az elhallgattatott énekes esete    | Perry Mason: In the Case of the Silenced Singer | Carla Peters                         | tévéfilm                                      |
| 1991       | Vak gyűlölet                                    | Line of Fire: The Morris Dees Story             | Pat                                  | tévéfilm magyar hangja Rák Kati               |
| 1991       | A Villám                                        | The Flash                                       | Linda Lake                           | 1 epizód                                      |
| 1991       |                                                 | Fire: Trapped on the 37th Floor                 | Allison                              | tévéfilm                                      |
| 1991       |                                                 | Stat                                            | Dr. Willie Burns                     | 1 epizód                                      |
| 1991       |                                                 | The Heroes of Desert Storm                      | Phoebe Jeter                         | tévéfilm                                      |
| 1991       |                                                 | Locked Up: A Mother's Rage                      | Willie                               | tévéfilm                                      |
| 1991       |                                                 | One Special Victory                             | Lois                                 | tévéfilm                                      |
| 1992       |                                                 | Nightmare Cafe                                  | Evelyn                               | 1 epizód                                      |
| 1992       | Michael Jackson és testvérei – Az amerikai álom | The Jacksons: An American Dream                 | Katherine Jackson                    | 2 epizód                                      |
| 1995       | A balfácán                                      | Get Smart                                       | futó modell                          | 1 epizód                                      |
| 2001       | Ruby kocsmája                                   | Ruby's Bucket of Blood                          | Ruby Delacroix                       | tévéfilm                                      |
| 2002       |                                                 | The Rosa Parks Story                            | Rosa Parks                           | tévéfilm                                      |
| 2003       |                                                 | Freedom: A History of Us                        | Sheyann Webb / Melba Pattillo (hang) | 2 epizód                                      |
| 2003       |                                                 | The Bernie Mac Show                             | önmaga                               | 1 epizód                                      |
| 2003       |                                                 | Nikita                                          | Deirdre Smith                        | tévéfilm                                      |
| 2005       | Alias                                           | Alias                                           | Hayden Chase                         | 4 epizód                                      |
| 2006       | Az időzített bomba                              | Time Bomb                                       | Jill Greco                           | tévéfilm                                      |
| 2008–2009  | Vészhelyzet                                     | ER                                              | Dr. Cate Banfield                    | főszereplő magyar hangja Zakariás Éva         |
| 2010       | A Simpson család                                | The Simpsons                                    | Michelle Obama (hang)                | 1 epizód                                      |
| 2011       |                                                 | Identity                                        | Martha Adams                         | tévéfilm                                      |
| 2012       |                                                 | Rogue                                           | Alice Vargas                         | tévéfilm                                      |
| 2013–2014  | Amerikai Horror Story: Boszorkányok             | American Horror Story: Coven                    | Marie Laveau                         | mellékszereplő magyar hangja Bognár Gyöngyvér |
| 2014–2015  | Amerikai Horror Story: Rémségek cirkusza        | American Horror Story: Freak Show               | Desiree Dupree                       | főszereplő magyar hangja Bognár Gyöngyvér     |
| 2015–2016  | Amerikai Horror Story: Hotel                    | American Horror Story: Hotel                    | Ramona Royale                        | főszereplő magyar hangja Bognár Gyöngyvér     |
| 2015–2018  | BoJack Horseman                                 | BoJack Horseman                                 | Ana Spanakopita (hang)               | mellékszereplő                                |
| 2016       | Amerikai Horror Story: Roanoke                  | American Horror Story: Roanoke                  | Monet Tumusiime                      | főszereplő magyar hangja Bognár Gyöngyvér     |
| 2016       |                                                 | The Snowy Day                                   | Nana / Ms. Cora (hang)               | különkiadás                                   |
| 2016       | Közel az ellenséghez                            | Close to the Enemy                              | Eva                                  | minisorozat magyar hangja Náray Erika         |
| 2017       |                                                 | Underground                                     | Midwife                              | 1 epizód                                      |
| 2017, 2021 | Master of None – Majdnem elég jó                | Master of None                                  | Catherine                            | 2 epizód                                      |
| 2018       | Amerikai Horror Story: Apokalipszis             | American Horror Story: Apocalypse               | Marie Laveau                         | 1 epizód magyar hangja Bognár Gyöngyvér       |
| 2018       |                                                 | The Flood                                       | narrátor                             | tévéfilm                                      |
| 2018–      | 911 L.A.                                        | 9-1-1                                           | Athena Grant-Nash                    | főszereplő magyar hangja Kocsis Mariann       |
| 2019       | Fekete hölgyek szkeccs showja                   | A Black Lady Sketch Show                        | Mo                                   | 1 epizód                                      |
| 2019       |                                                 | The Imagineering Story                          | narrátor                             | doku sorozat                                  |
| 2021       |                                                 | Malika the Lion Queen                           | Malika (hang)                        | tévéfilm                                      |
| 2021       | Mi lenne, ha…?                                  | What If...?                                     | Ramonda (hang)                       | 1 epizód magyar hangja Radó Denise            |
| 2021       | RuPaul: Drag Queen leszek! – Sztárparádé        | RuPaul's Drag Race All Stars                    | önmaga                               | vendég                                        |
| 2021       |                                                 | Red Table Talk                                  | önmaga                               | 1 epizód                                      |
| 2022       | 911-Texas                                       | 9-1-1: Lone Star                                | Athena Grant-Nash                    | 1 epizód                                      |
| 2022       |                                                 | The Kelly Clarkson Show                         | önmaga                               | 1 epizód                                      |
| TBA        |                                                 | Zero Day                                        | President Mitchell                   |                                               |